# Яценко Павло Васильович
Павло́ Васи́льович Яце́нко — учасник Німецько-радянської війни, навідник гармати 5-ї батареї 378-го винищувально-протитанкового артилерійського полку 70-ї армії 1-го Білоруського фронту, сержант. Герой Радянського Союзу.

## Біографія
Народився 30 жовтня 1920 року в селі Дептівка нині Конотопського району Сумської області України в сім'ї селянина. Українець. Член ВКП (б) / КПРС з 1944 року. Закінчив 7 класів. Навчався в Макіївському гірничопромисловому училищі. Працював електрослюсарем, а потім електромеханіком на шахті Ново-Бутівка в Донбасі.
У Червоній Армії з жовтня 1940 року. Служив у прикордонних військах на важливих кордонах країни.
Учасник Німецько-радянської війни з 1942 року. Воював на Сталінградському, Центральному, 1-му і 2-му Білоруських фронтах. Захищав Сталінград, бився на Курській дузі, брав участь у визволенні від фашистів Польщі, штурмував Берлін. Був поранений.
Навідник гармати 5-ї батареї 378-го винищувально-протитанкового артилерійського полку (70-а армія, 1-й Білоруський фронт) сержант Павло Яценко в боях з 17 по 18 липня 1944 при прориві оборони противника на річці Прип'ять у районі селища Ратне Волинської області України знищив ворожий дзот і 3 кулемета.
22 липня на річці Західний Буг у районі Кодень (південніше міста Брест) вступив у бій з ворожими танками і змусив їх відійти, що сприяло успішному форсуванню річки стрілецькими підрозділами.
Указом Президії Верховної Ради СРСР від 26 жовтня 1944 року за зразкове виконання бойового завдання командування в боротьбі з німецько-фашистськими загарбниками і проявлені при цьому мужність і героїзм, сержанту Яценко Павлу Васильовичу присвоєно звання Героя Радянського Союзу з врученням ордена Леніна і медалі «Золота Зірка» (№ 3117).
Після війни відважний артилерист продовжував службу в рядах Радянської Армії. У 1945 році закінчив курси молодших лейтенантів. З 1948 року лейтенант П. В. Яценко — в запасі.
Жив у селищі Дмитрівка Бахмацького району Чернігівської області України. З 1961 року був головою Дмитрівської селищної Ради. Був начальником вузла зв'язку, працював на інших адміністративно-господарських посадах.
Помер 8 жовтня 1993 року.
Нагороджений орденом Леніна (1944), орденом Вітчизняної війни 1-го ступеня (1985), медалями.